# Urolophus lobatus
Urolophus lobatus là một loài cá đuối trong họ Urolophidae, đặc hữu của miền nam Tây Úc. Chúng sống trong các môi trường cỏ biển, bãi cát gần bờ.